# À jeun
 (octobre 2017).
Si vous disposez d'ouvrages ou d'articles de référence ou si vous connaissez des sites web de qualité traitant du thème abordé ici, merci de compléter l'article en donnant les références utiles à sa vérifiabilité et en les liant à la section « Notes et références ».
Pistes de Jacques Brel 67
La Chanson des vieux amants Le Gaz
À jeun est une chanson de Jacques Brel. Composée par Gérard Jouannest, elle sort en 1967, sur l'album Jacques Brel 67.

## La chanson
À jeun s'inscrit dans la lignée des chansons « douces amères » de Jacques Brel (Madeleine, Les Bonbons, Comment tuer l'amant de sa femme..., Titine...) où à travers le comique apparent de la situation, ou du personnage, pointe la désespérance, la lâcheté, la tristesse.
Ici, le narrateur, ivre, invective son lit, le sommant de « venir à lui ». Il rentre de l'enterrement d'une certaine Huguette ; plus avant, on apprend qu'il s'agit de son épouse, mais aussi et surtout de  « la maîtresse d'André »... et puis il y a les conseils de Monsieur Dupneu, son chef du contentieux.
« Parfaitement à jeun, Vous me voyez surpris, De ne pas trouver mon lit ici, [...], Viens là mon petit lit, Si tu ne viens pas-t-à moi, C'est pas moi qu'irai-t-à toi, [...]. Parfaitement à jeun, Je reviens d'une belle fête, J'ai enterré Huguette ce matin, [...], J'ai fait semblant de pleurer, Pour ne pas faire rater la fête, Z'étaient tous en noir, [...], Y avait que moi qu'étais gris, Dans cette foire, Y avait beau maman belle papa, [...], Et puis Monsieur Dupneu, [...]. Parfaitement à jeun, En enterrant ma femme, J'ai surtout enterré la maîtresse d'André, Je ne l'ai su que c' matin,
Et par un enfant de chœur, [...], Il me reste deux solutions, Ou bien frapper André, Ou bien gnougnougnaffer la femme d'André sur son balcon, Ou bien rester chez moi, Feu cocu mais joyeux, C'est ce que me conseille André, André André Dupneu, Qui est mon chef du contentieux. Parfaitement à jeun, Vous me voyez surpris, De ne pas trouver mon lit... »
 (paroles Jacques Brel)

## Autour de la chanson
La rime : « Y avait beau maman belle papa, Z'avez pas vu Mirza ? » fait allusion au succès de Nino Ferrer Mirza :
« Z'avez pas vu Mirza ? Oh la la la la la la, [...], Où est donc passé ce chien, Il va me rendre fou... »

## Discographie
- 1967 : 33 tours 30 cm (LP) Barclay 80 334 S[1]

## Reprises
La chanson est reprise, en 1982, par le groupe Ange sur l'album À propos de... (voir Discographie d'Ange).
Elle est reprise par Jeroen Willems en néerlandais sous le titre Nuchter.